# Cromodorídids
Els cromodorídids (Chromodorididae) són una família de mol·luscs gastròpodes de l'odre dels nudibranquis.

## Gèneres
El Registre Mundial d'Especies Marines (WoRMS) accepta els següents gèneres en la familia:
- Ardeadoris Rudman, 1984
- Berlanguella Ortea, Bacallado & Valdés, 1992
- Cadlinella Thiele, 1931
- Ceratosoma A. Adams & Reeve, 1850
- Chromodoris Alder & Hancock, 1855
- Diversidoris Rudman, 1987
- Doriprismatica d'Orbigny, 1839
- Felimare Ev. Marcus & Er. Marcus, 1967
- Felimida Ev. Marcus, 1971
- Glossodoris Ehrenberg, 1831
- Goniobranchus Pease, 1866
- Hypselodoris Stimpson, 1855
- Mexichromis Bertsch, 1977
- Miamira Bergh, 1874
- Thorunna Bergh, 1878
- Tyrinna Bergh, 1898
- Verconia Pruvot-Fol, 1931

- Hemidoris Stimpson, 1855 (taxon inquirendum)
- Chromocadlina Odhner in Franc, 1968 (nomen nudum)

S'han reclassificat els següents gèneres:
- Actinodoris Ehrenberg, 1831 acceptat com a Chromodoris Alder & Hancock, 1855
- Babaina Odhner in Franc, 1968 acceptat com a Thorunna Bergh, 1878
- Brachychlanis Ehrenberg, 1831 acceptat com a Hypselodoris Stimpson, 1855
- Brachyclanis [sic] acceptat com a Hypselodoris Stimpson, 1855
- Casella H. Adams & A. Adams, 1854 acceptat com a Glossodoris Ehrenberg, 1831
- Chromolaichma Bertsch, 1977 acceptat com a Glossodoris Ehrenberg, 1831
- Crepidodoris Pagenstecher, 1877 acceptat com a Doriprismatica d'Orbigny, 1839
- Digidentis Rudman, 1984 acceptat com a Thorunna Bergh, 1878
- Diversadoris [sic] acceptat com a Diversidoris Rudman, 1987
- Durvilledoris Rudman, 1984 acceptat com a Mexichromis Bertsch, 1977
- Jeanrisbecia Franc, 1968 acceptat com a Hypselodoris Stimpson, 1855
- Lissodoris Odhner, 1934 acceptat com a Goniobranchus Pease, 1866
- Noumea Risbec, 1928 acceptat com a Verconia Pruvot-Fol, 1931
- Orodoris Bergh, 1875 acceptat com a Miamira Bergh, 1874
- Pectenodoris Rudman, 1984 acceptat com a Mexichromis Bertsch, 1977
- Pterodoris Ehrenbegh, 1831 acceptat com a Hypselodoris Stimpson, 1855
- Risbecia Odhner, 1934 acceptat com a Hypselodoris Stimpson, 1855
- Rosodoris Pruvot-Fol, 1954 acceptat com a Glossodoris Ehrenberg, 1831

## Galeria

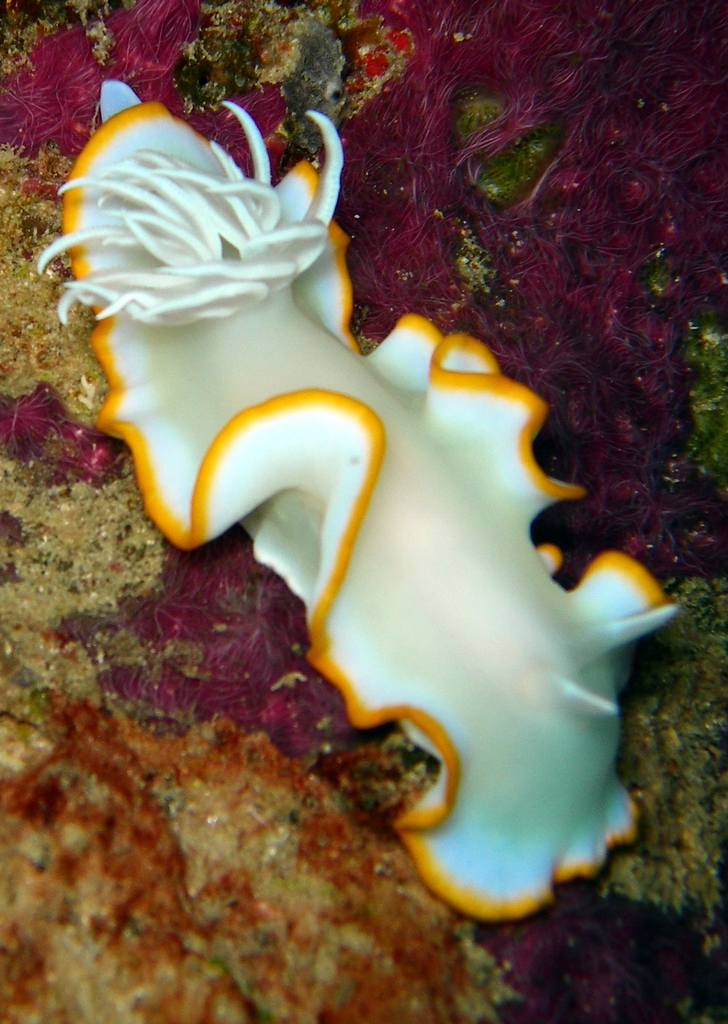
Ardeadoris egretta
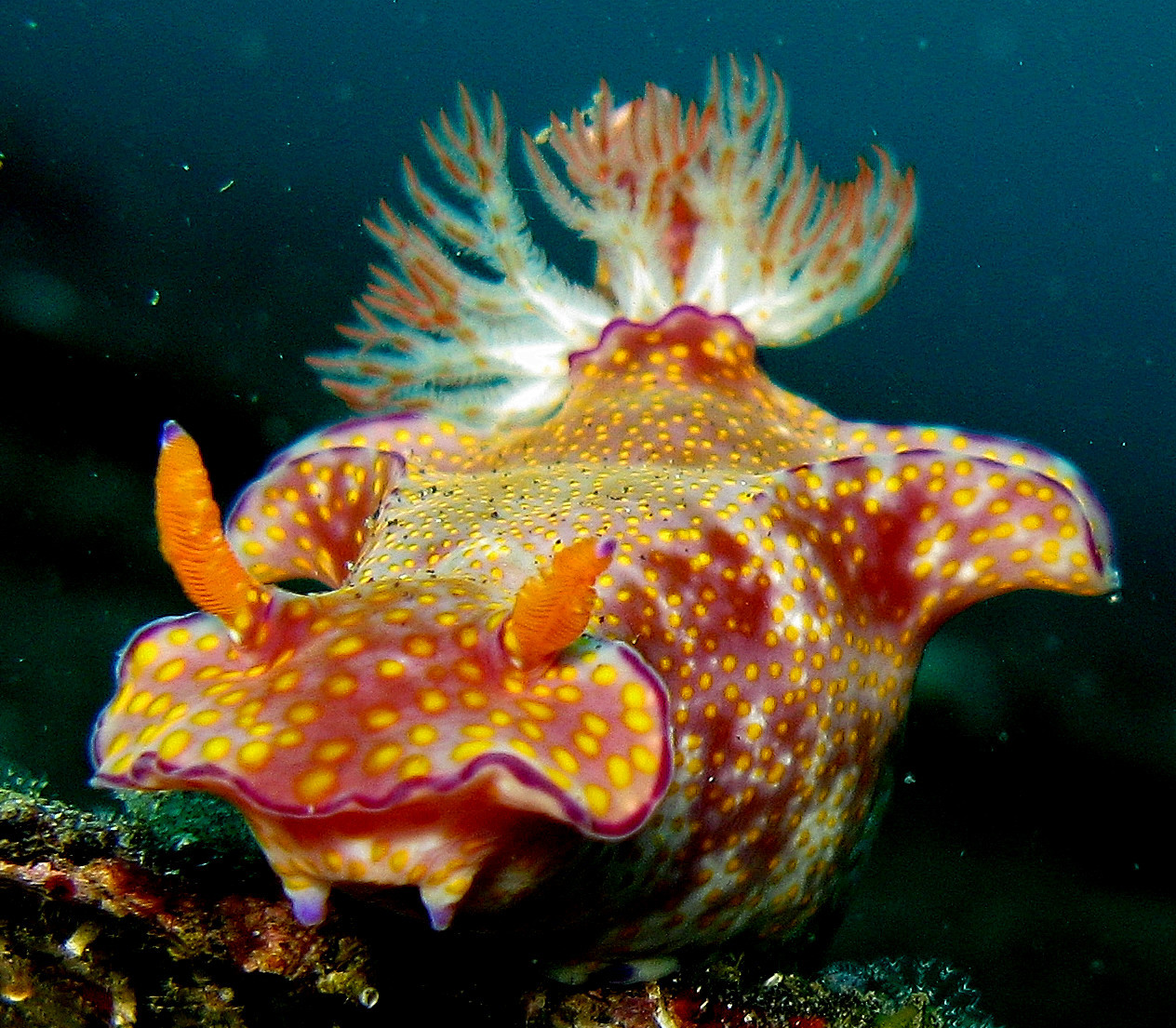
Ceratosoma tenue
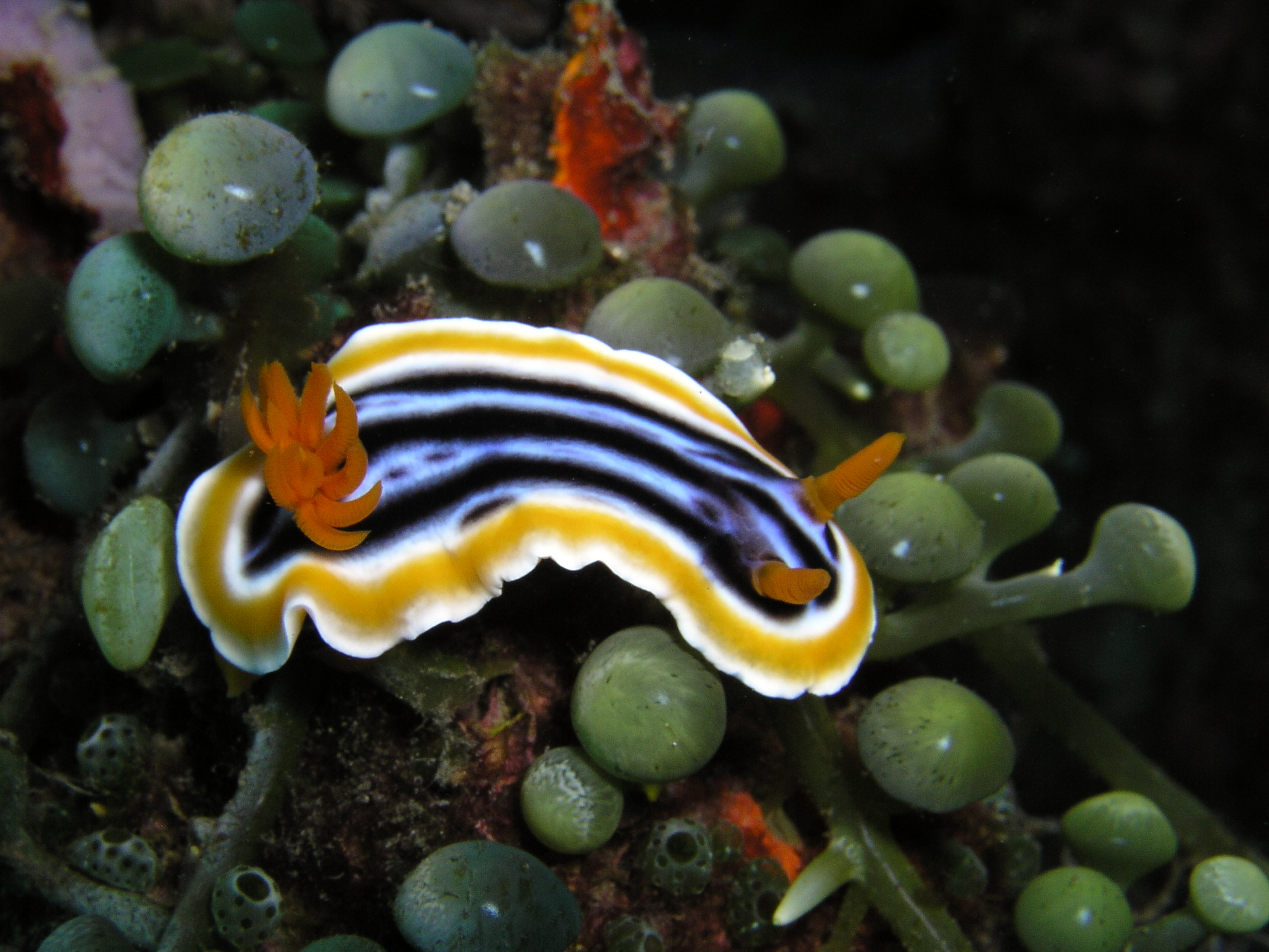
Chromodoris quadricolor
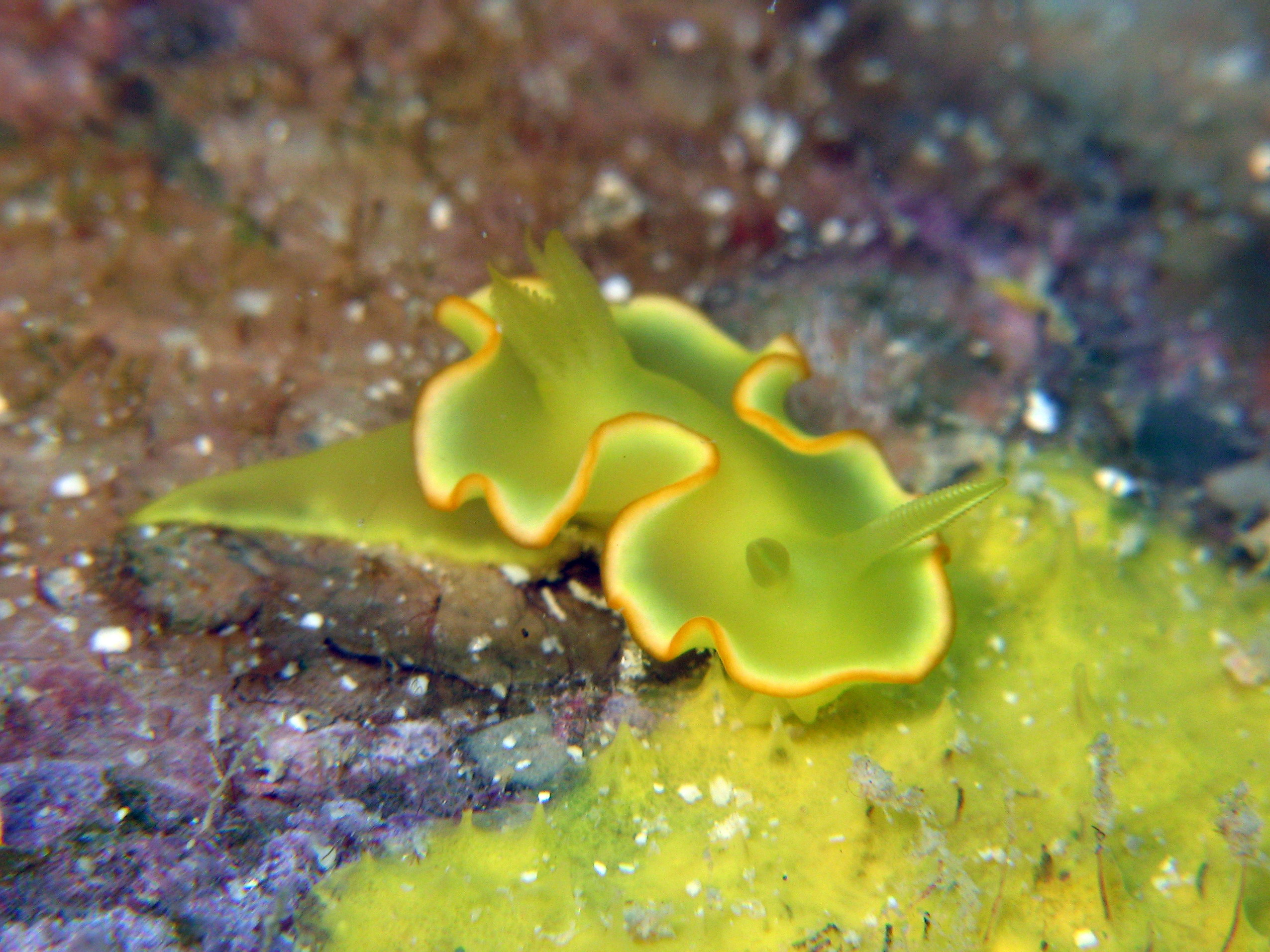
Diversidoris crocea
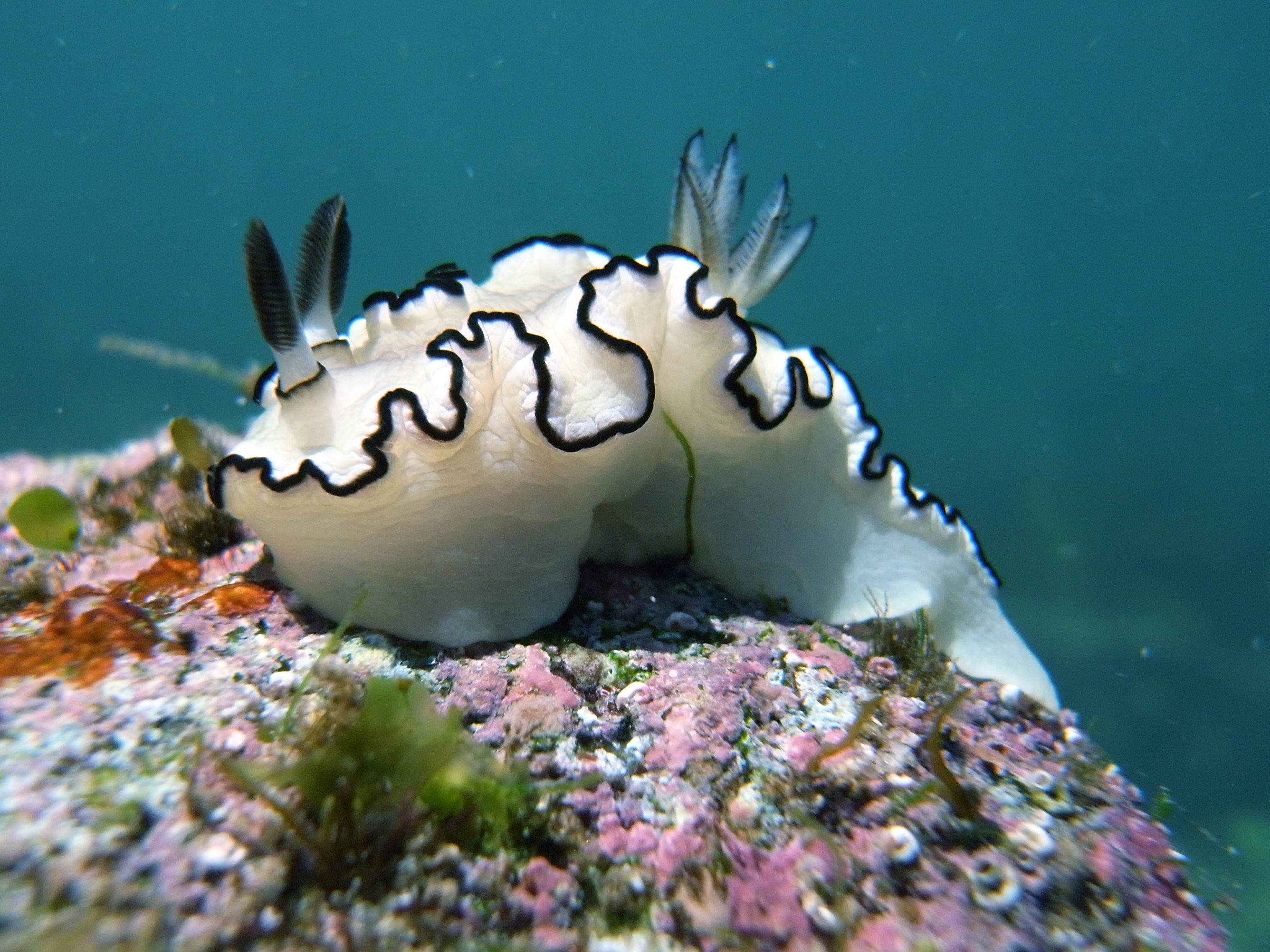
Doriprismatica atromarginata
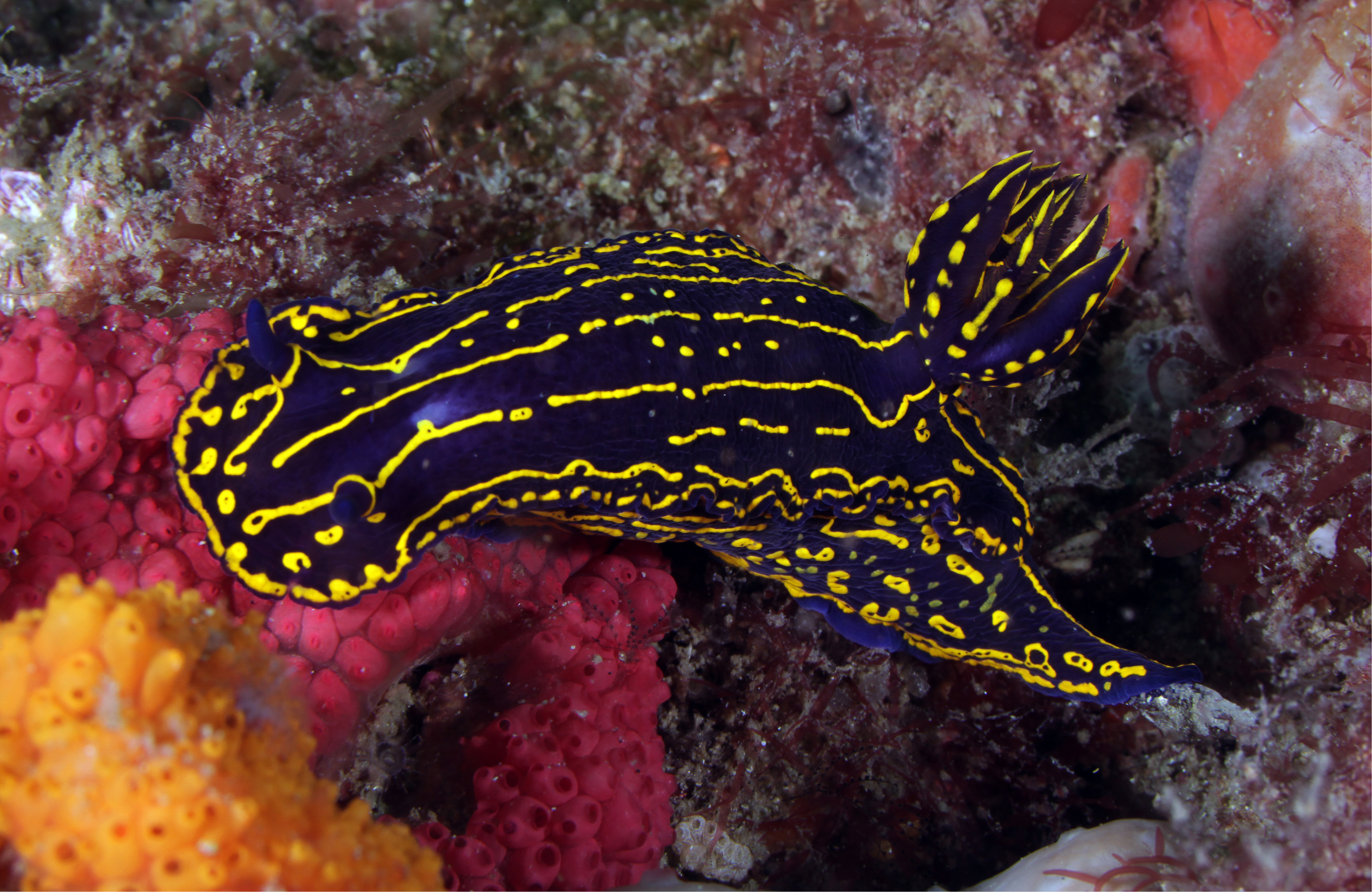
Felimare picta
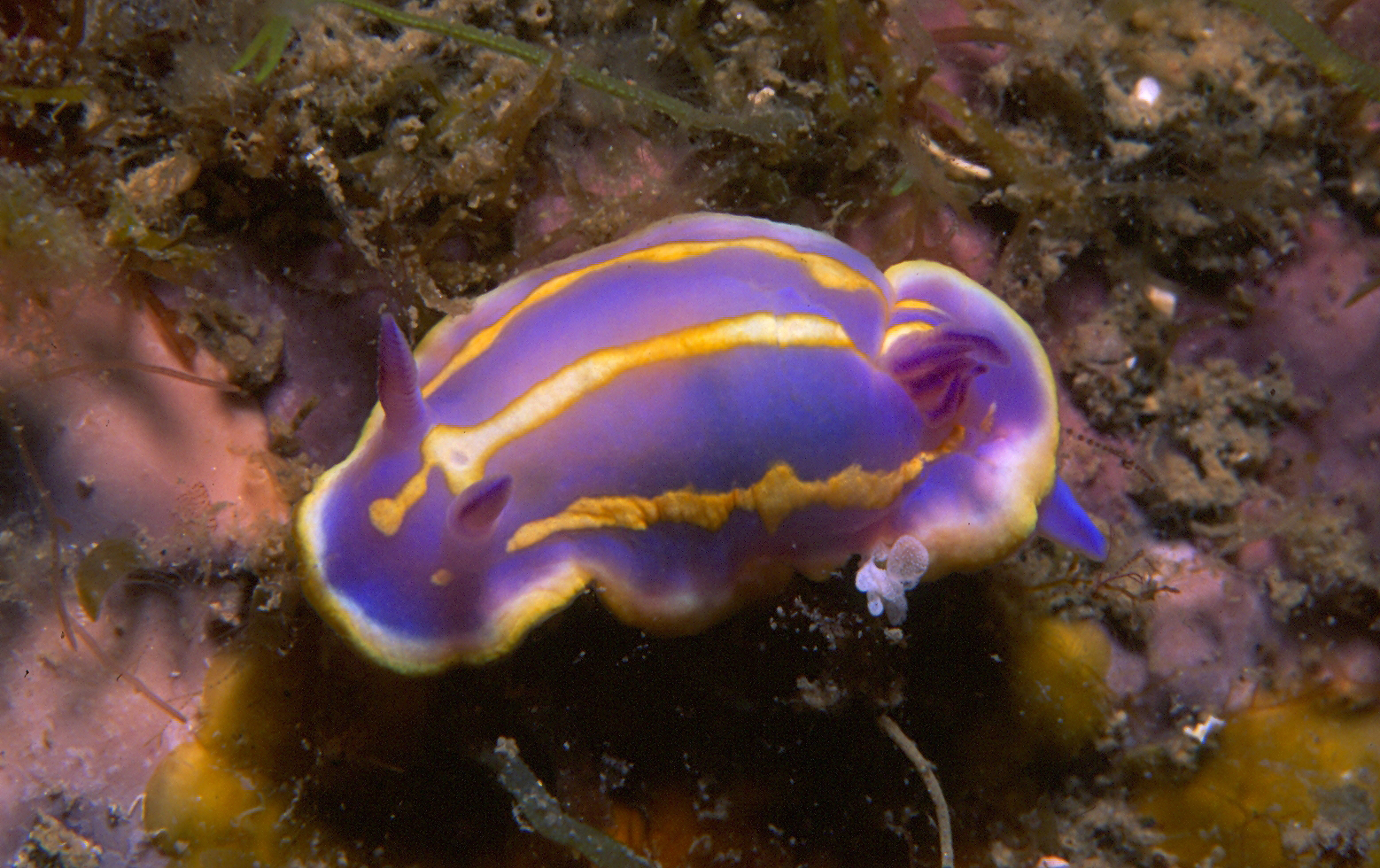
Felimida britoi
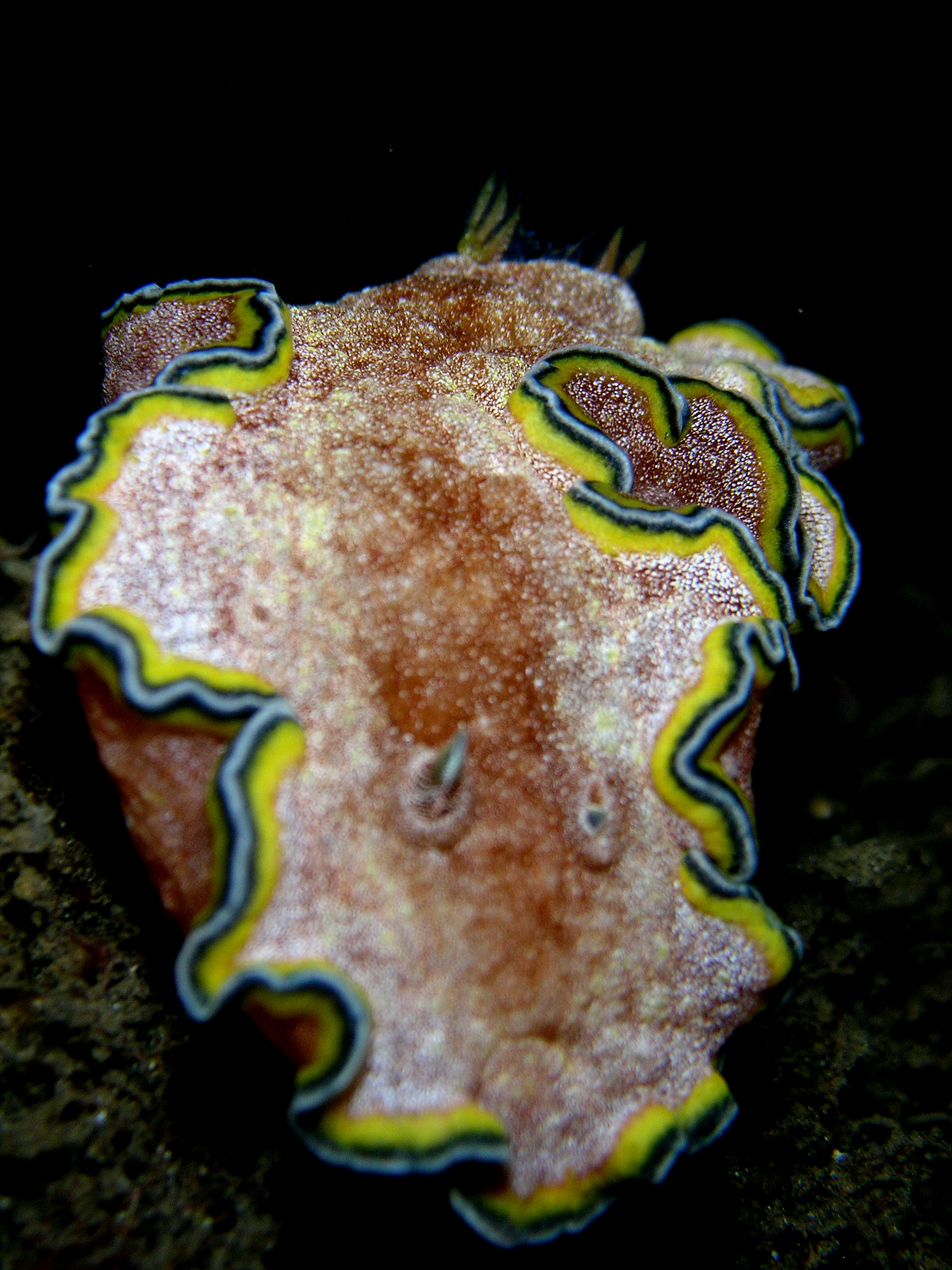
Glossodoris cincta
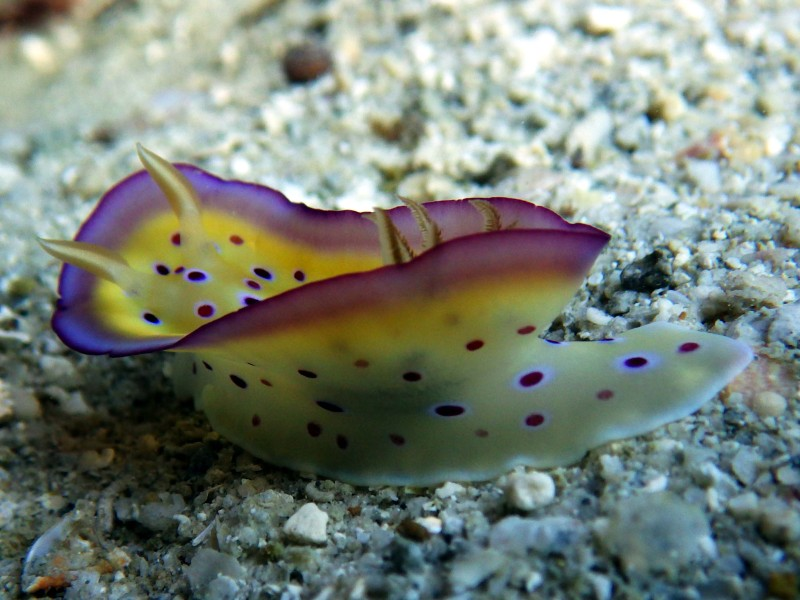
Goniobranchus kuniei
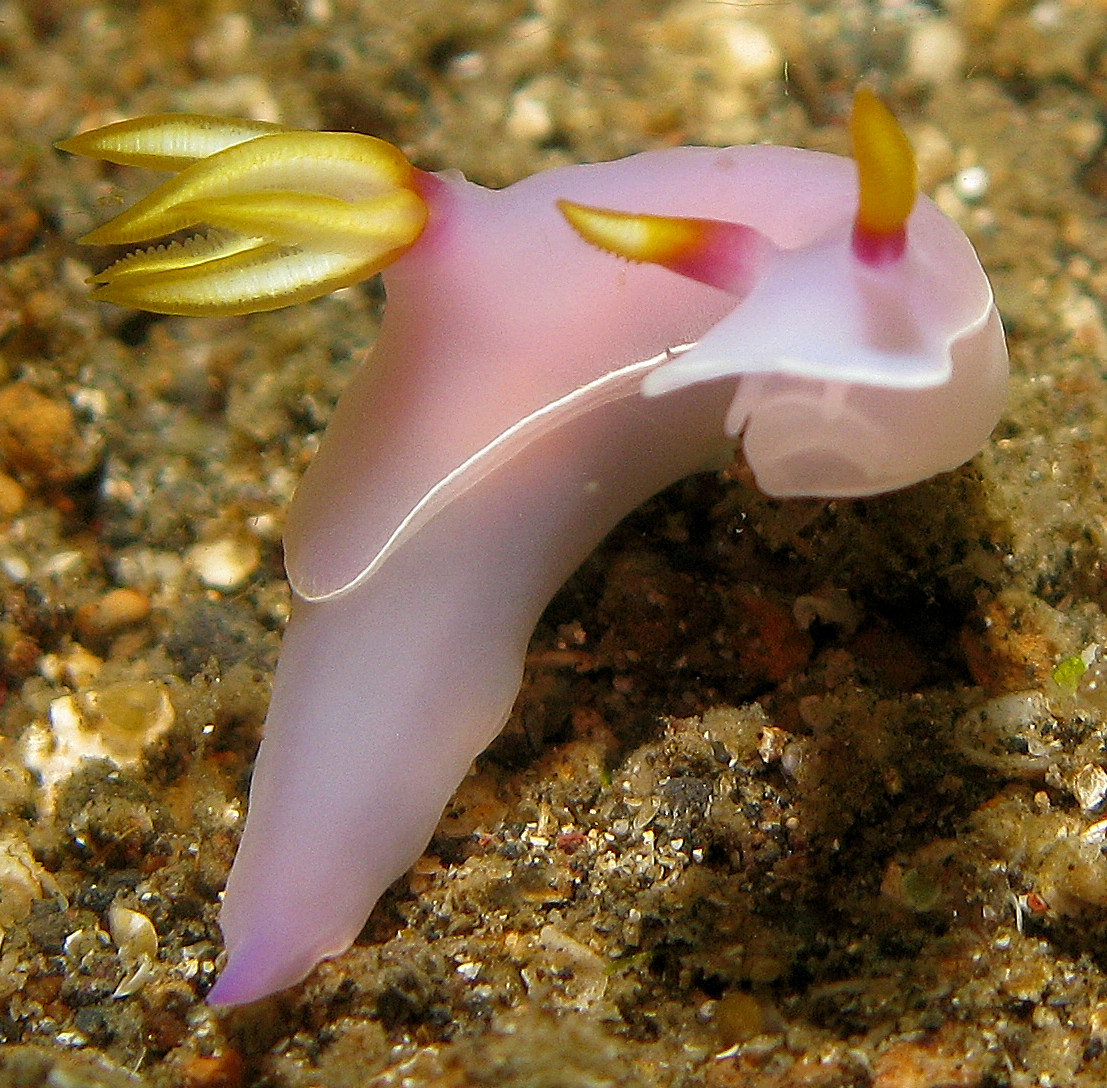
Hypselodoris bullockii
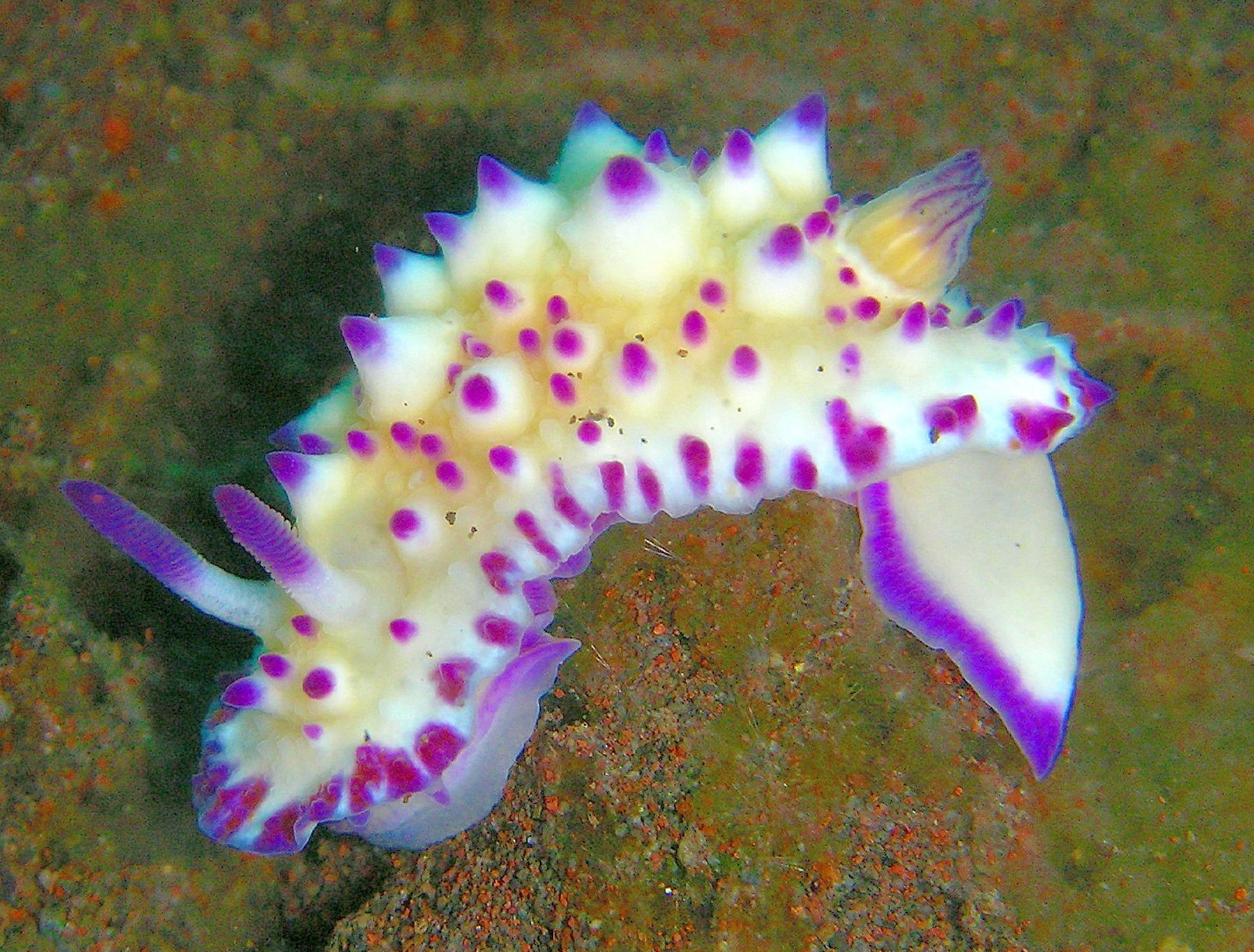
Mexichromis multituberculata
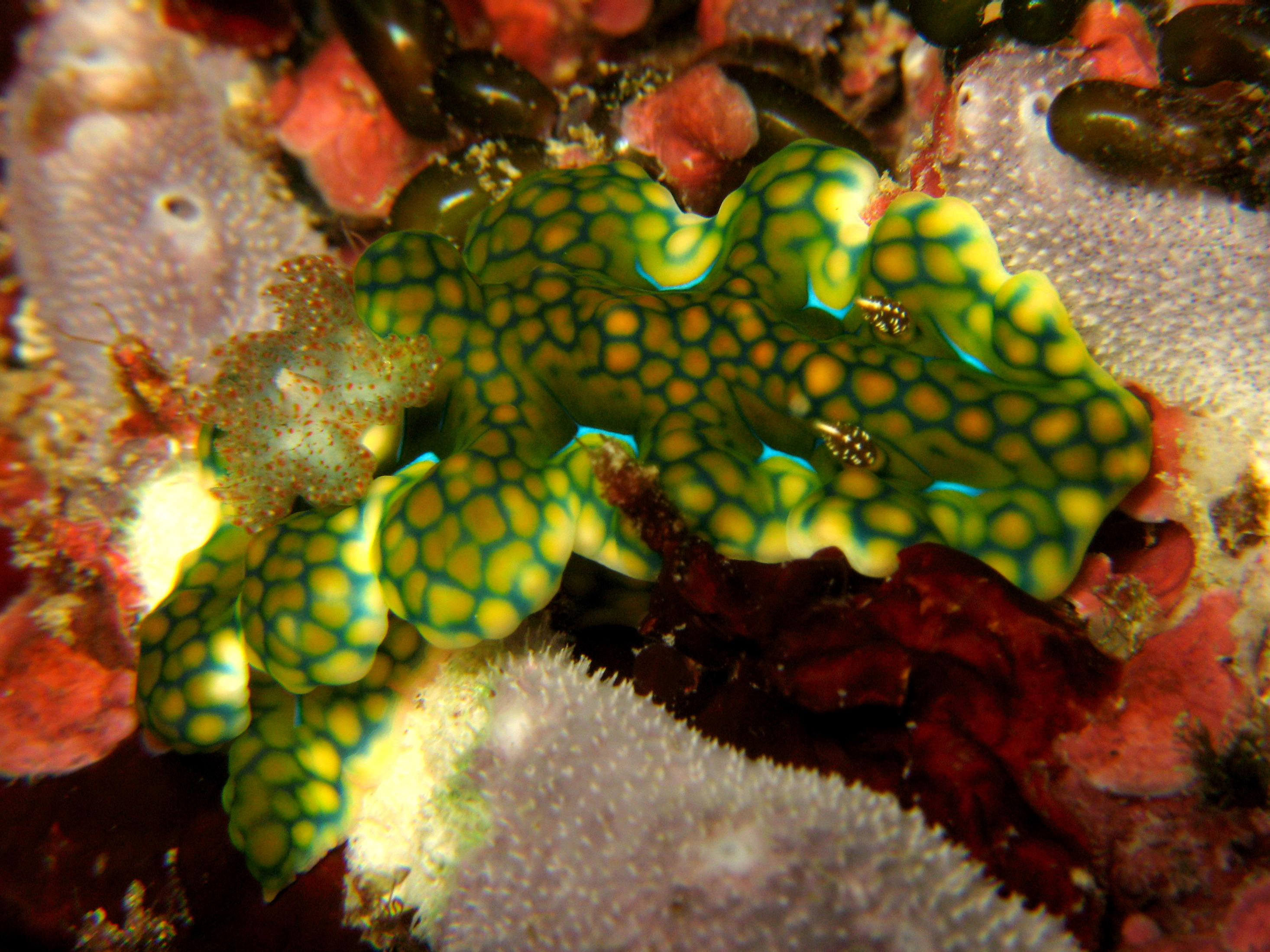
Miamira sinuata
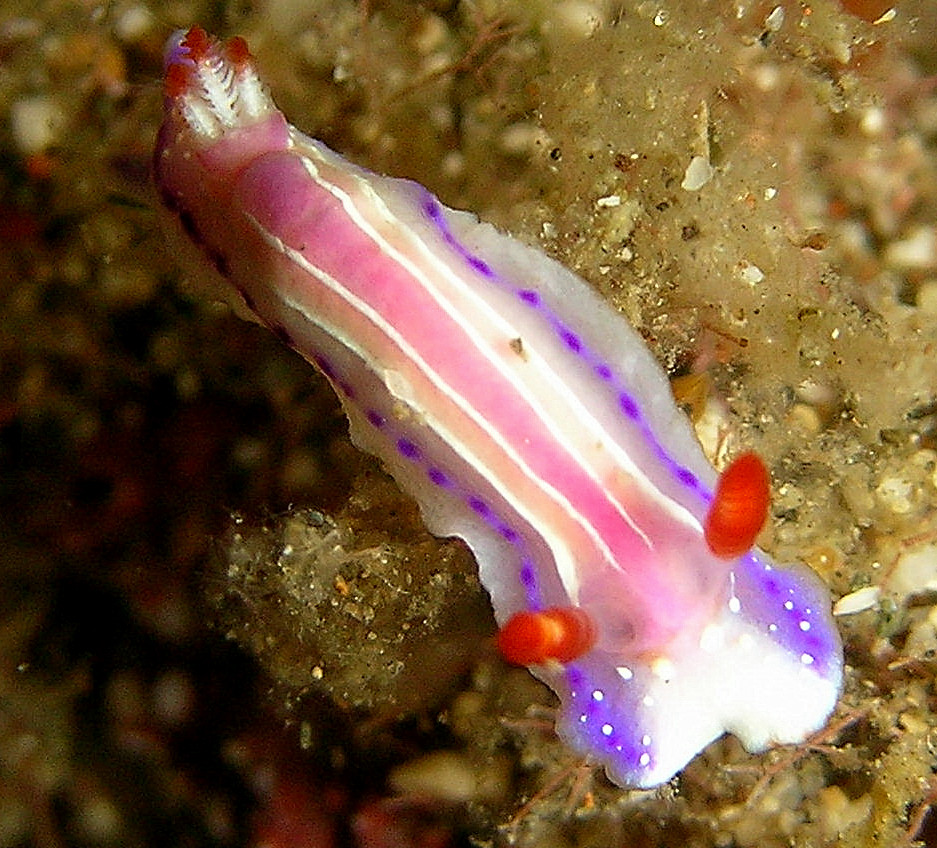
Thorunna australis
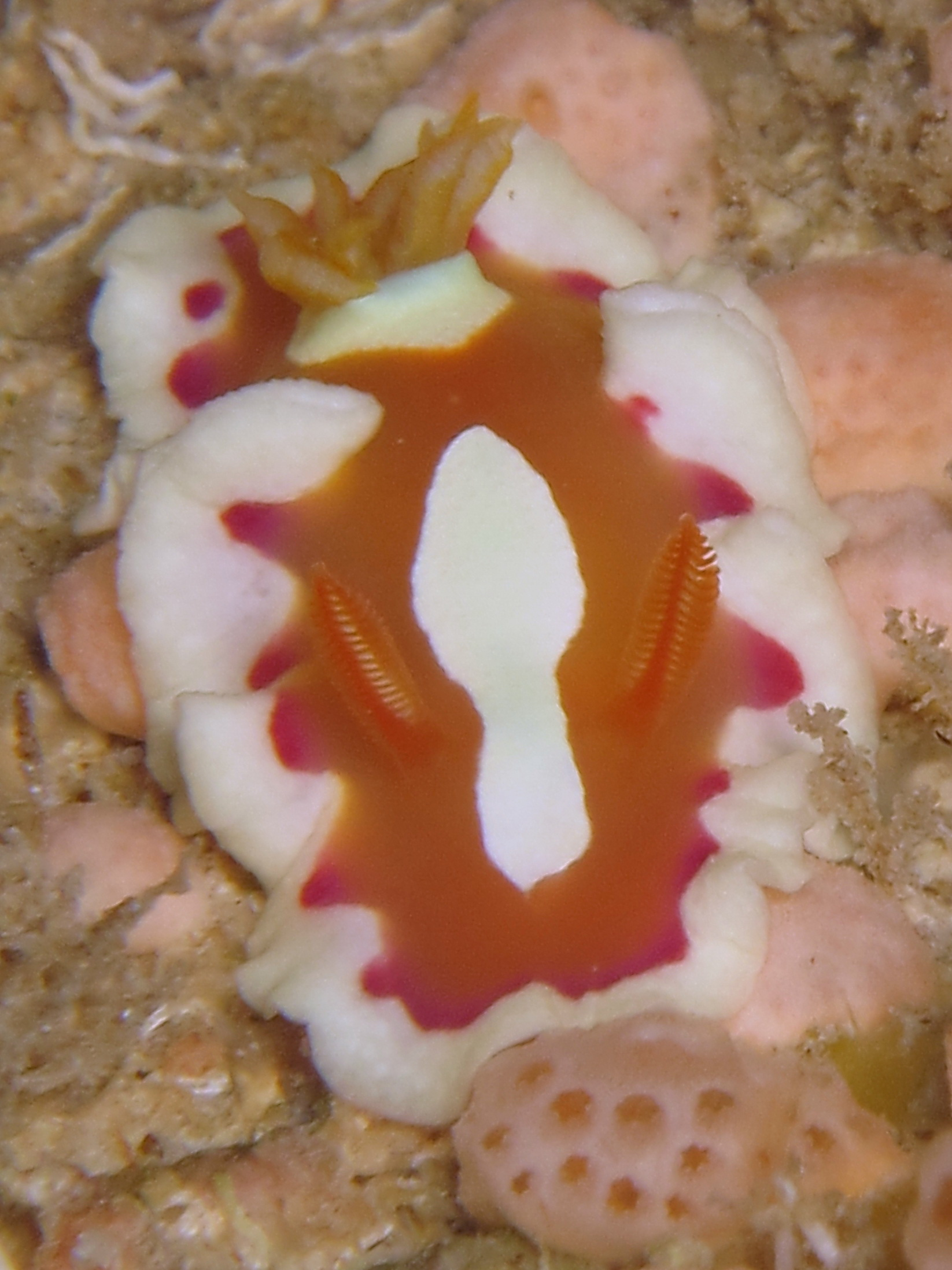
Verconia norba